# Granitognejs
Granitognejs – skała metamorficzna, odmiana gnejsu cechująca się znacznie słabiej niż u innych gnejsów wykształconą teksturą kierunkową (gnejsową – w postaci naprzemianległych grubszych warstewek kwarcowo-skaleniowych i cienkich warstewek miki). 
Granitognejsy tworzą się podczas silnej metasomatozy typowych gnejsów, co prowadzi do częściowego zatarcia pierwotnej dobrze wykształconej tekstury kierunkowej lub w efekcie nieznacznej mylonityzacji granitoidów. Granitognejsy często stopniowo przechodzą zarówno w granitoidy, jak i w gnejsy.
Termin wprowadził do geologii w roku 1823 Alexander von Humboldt.
Na terenie Polski występują np. w Górach Izerskich.